# Kemenesmihályfa, Vas
Kemenesmihályfa  este un sat în districtul Celldömölk, județul Vas, Ungaria, având o populație de 508 locuitori (2011). 

## Demografie
Componența etnică a satului Kemenesmihályfa
     Maghiari (100%)
Componența confesională a satului Kemenesmihályfa
     Luterani (39,76%)
     Romano-catolici (24,02%)
     Fără religie (2,76%)
     Reformați (1,97%)
     Necunoscută (31,5%)
     Alte religii (0,79%)
Conform recensământului din 2011, satul Kemenesmihályfa avea 508 locuitori. Din punct de vedere etnic, majoritatea locuitorilor (100,0%) erau maghiari. Nu există o religie majoritară, locuitorii fiind luterani (39,76%), romano-catolici (24,02%), persoane fără religie (2,76%) și reformați (1,97%). Pentru 31,5% din locuitori nu este cunoscută apartenența confesională.